# Gustavo Corona Figueroa

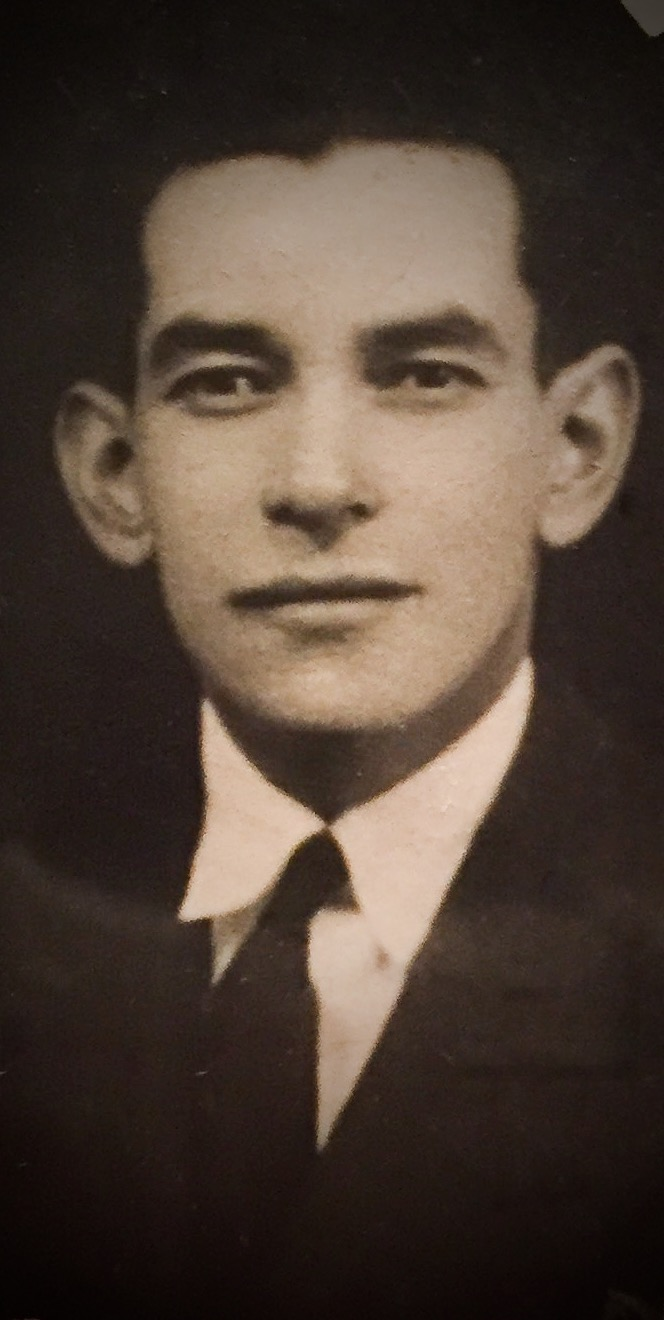
Gustavo Corona Figueroa

Gustavo Corona Figueroa (Morelia, Michoacán, México, 4 de marzo de 1899 - Ciudad de México, 9 de enero de 1991) fue un abogado mexicano, presidente de la Junta Federal de Conciliación y Arbitraje durante la expropiación petrolera. Se desempeñó como teórico judicial y Secretario General del Departamento del Distrito Federal. Entre 1928 y 1930 fue presidente municipal de Morelia y posteriormente rector de la Universidad Michoacana de San Nicolás de Hidalgo. Incursionó en el derecho civil como Juez Quinto de lo Civil en la Ciudad de México. Como historiador publicó los libros Historia sobre la nacionalización del petróleo en México y Lázaro Cárdenas y la expropiación de la industria petrolera en México.

## Estudios y primeros años
Nació en Morelia, Michoacán el 4 de marzo de 1899 durante el porfiriato. Cursó sus estudios de secundaria y preparatoria en el Colegio de San Nicolás de Hidalgo.
Integró junto con Salvador Azuela, Salvador Bremauntz y J. Jesús Mendoza Pardo, la delegación michoacana del VI Congreso Nacional de Estudiantes celebrado en Culiacán, Sinaloa.
Tomó parte del movimiento obregonista de 1920 al incorporarse como civil armado a las fuerzas del general Benigno Serrato, quien se levantó en armas en la Ciudad de Pátzcuaro y tras su participación en el aspecto armado de la Revolución Mexicana, Corona regresó a sus actividades de estudiante.
Realizó sus estudios de derecho en la Facultad de Leyes de la Universidad Michoacana de San Nicolás de Hidalgo, titulándose con la tesis "Una obligación económica del Estado para con sus servidores" la cual versa sobre los derechos de los trabajadores al servicio del Estado. Posteriormente, fue incluida en el Estatuto Jurídico que tutela al personal burocrático de la Federación.

## Presidente municipal
Fue invitado por el general Lázaro Cárdenas en el comité de apoyo a su candidatura al Gobierno del estado de Michoacán y una vez electo gobernador, Cárdenas nombró a Gustavo Corona en 1928 presidente municipal de Morelia, capital del estado. Ocupó tal puesto hasta 1930.

## Rector de la Universidad Michoacana de San Nicolás de Hidalgo
Fue designado por el Gobernador del Estado, el general Benigno Serrato, como rector de la Universidad Michoacana de San Nicolás de 1932 a 1934, siendo elegido de una terna presentada por el Cuerpo General de la propia Universidad.
La Universidad Michoacana de San Nicolás de Hidalgo fue fundada en 1540, es considerada como la primera universidad de América e inicialmente tenía el objetivo de contribuir a la evangelización de los indígenas de Pátzcuaro, sin embargo finalmente fue trasladada a Valladolid. 
A partir de una cédula Real expedida por Carlos I de España el 1 de mayo de 1543, se le nombró Real Colegio de San Nicolás Obispo. A finales del siglo XVII se introdujeron en los planes de estudio de la universidad asignaturas de carácter teológico y hasta 1797 se incorporó por decreto real la impartición del Derecho Civil y Derecho Canónico. Sin embargo, el primer rector con el título de abogado fue Gustavo Corona tras una larga tradición de médicos, designación que tuvo lugar casi un siglo después de la reapertura del Colegio por Melchor Ocampo luego de un periodo de clausura debido a que el movimiento de Independencia fue encabezado por ex-estudiantes del Colegio de San Nicolás, entre los que se encuentran Miguel Hidalgo y Costilla y José María Morelos.
La rectoría de Gustavo Corona fue polémica dada su vinculación política y los estatutos de la universidad respecto a la autonomía de ésta.

## Junta Federal de Conciliación y Arbitraje y expropiación petrolera
Especializándose en el Derecho del Trabajo, se desempeñó como pasante de abogado en la Junta Central de Conciliación y Arbitraje del Estado de Michoacán, y una vez recibido ocupó diversos cargos en la Junta de Conciliación y Arbitraje del Distrito Federal, presidiendo Grupos especiales como representante del gobierno mientras tenía a su cargo asuntos obrero-patronales, abundantes en 1935 dada la política obrerista del presidente Cárdenas. Entre ellos destaca la huelga de tranviarios en la capital de la república, que culminó con la intervención administrativa de la Compañía de Tranvías de México; así como fungió como representante del Departamento Federal del Trabajo en donde realizó la Primera Convención Nacional Mixta de la Industria Azucarera, el primer contrato colectivo de trabajo de aplicación general en toda la industria azucarera y que fue dictado como un laudo por el presidente Cárdenas.
Más adelante, fue designado por Lázaro Cárdenas para presidir la Junta Federal de Conciliación y Arbitraje con motivo de la huelga que a fines de mayo de 1937 declararon petroleros en contra de las compañías que operaban en el país en ese año, un conflicto que se convirtió en un juicio laboral de carácter económico. Gustavo Corona fue el autor del laudo que resolvió legalmente el conflicto el 18 de diciembre de 1937 y, al igual que en el caso de la industria azucarera, estableció el primer contrato colectivo del trabajo, único y de aplicación general en toda la industria petrolera; condenó a las compañías contra las que se votó la huelga a incrementar los salarios y prestaciones de sus trabajadores en 26 millones de pesos anuales. La negativa al acatamiento del mencionado laudo comprometió la soberanía nacional y dio motivo a la expropiación de las compañías petroleras extranjeras en 1938. Posteriormente, fue nombrado Secretario General del Departamento del Distrito Federal.